# Piuchén
El Piuchén (del mapudungun piwicheñ, “Secar a la gente”), también conocido como el Peuchén, Pihuchén, Pihuychén, Pihuichén, Piwuchén o Piguchén es una criatura perteneciente a la mitología mapuche, y posteriormente también reintroducida en la mitología chilota. Este ser legendario se conoce en gran parte de Chile, y en el sur de Argentina.
Con esta palabra también se designa al murciélago vampiro común (Desmodus rotundus), por lo que lo más probable es que esta leyenda se inspiró en este animal.
Algunas personas también asocian esta leyenda con el mito del chupacabras.

## Descripción
Este ser presentaría una apariencia cambiante; la cual generalmente tiene el aspecto de una culebra voladora. Pero además podría presentarse como, serpiente, ave, pez, cuadrúpedo, rana, murciélago y hasta humanoide; o igualmente una mezcla de ellas. Se dice que además, su cuerpo estaría cubierto de pasto, arbustos y cilindros retorcidos, a modo de ganchosos cuernos y otras estructuras que sobresalen del cuerpo de esta criatura.

## Leyenda
Según los mapuche esta criatura generalmente tendría la forma de una serpiente alada, la cual habitaría en los bosques. Sus alas con las que vuela a voluntad le crecerían cuando ha llegado a su edad madura. Presentaría una longevidad increíble y al llegar a la vejez, se transformaría en un pájaro del tamaño de un gallo o un pavo joven; pero igual de sanguinario como su otra forma. Además se caracterizaría por tener una fuerza tan poderosa que puede derribar grandes árboles; y en Chiloé incluso se dice que esta criatura puede levantar gigantescas olas que hacen naufragar las embarcaciones que estén cerca de él.
Esta criatura se alimentaría de sangre, y comúnmente estaría adherida al tronco de los árboles en las noches y en los días de calor excesivo. Las personas pueden saber dónde ha estado, porque deja huellas de sangre mediante un excremento rojo que chorrea de los árboles en donde vive y se oculta durante el día. También se puede saber de su presencia al escuchar los agudos silbidos que emite estridentemente.
Se cree que esta criatura acostumbraría a vivir cerca de los lagos y ríos, donde su presencia ocasiona gran pánico; ya que se cree que produce una sustancia tan irritante que al ser transmitida por el aire o por el agua, ocasionando erupciones en la piel muy similares a la sarna. Además aquellos que tienen el infortunio de contemplarlo, podrían ser paralizados con su intensa mirada, para que luego esta criatura les pueda succionar la sangre; con lo cual pueden llegar a morir. Igualmente, se cree que cuando los habitantes de una casa se van volviendo extremadamente flacos, y ya se ha descartado la presencia del Colo Colo o el Basilisco chilote; su enfermedad sería producto de esta criatura.
Se dice que esta criatura, aunque puede atacar al ser humano, esto es muy excepcional; y más comúnmente se alimentaría de la sangre que succiona de las ovejas, cabras u otros animales; pero no haría daño alguno en los rebaños de cabras u otros animales de color blanco. Se dice que cuando enflaquece el ganado sin una causa aparente, es producto de esta criatura.

### Relatos
De acuerdo al relato de Richard Longeville Vowell cuando visitó el Valle del Aconcagua cerca de Quillota el cual fue traducido por José Toribio Medina indica: 

Los huasos de Aconcagua y de muchas otras partes de Chile, que, como la mayoría de los pueblos a medio civilizar, se deleitan oyendo y repitiendo cuentos que caen dentro de lo maravilloso, están contestes en afirmar que una especie de murciélago grande, que llaman Pehuechén, vive en las forestas y quebradas apartadas y que sale de noche para destruir manadas y rebaños, chupándoles la sangre. Aunque todos los huasos podían imitar el peculiar silbido, o mejor dicho, fúnebre chillido de este temido animal, y de describir su tardo vuelo, que lo asemejaba al de la perdiz, ni uno solo se atrevió a decir que lo había visto de cerca. Pero resulta bien raro encontrar a alguien del país, cuyo padre, hermano, o por lo menos un compadre suyo no haya muerto alguno o más (según su decir) en el momento mismo en que estaba matando algún cordero. Concuerdan los huasos en compararle con un conejo doméstico en tamaño y figura, dotado de una piel fina de color castaño; ojos grandes brillantes y espantables; pico aguzado y orejas muy pequeñas. Sus alas, dicen, son de cuero, como los del murciélago común, pero mucho más gruesas; sus patas y garras como las de un lagarto, y su cola ancha y escamosa como la de los pescados. Creen todos que puede chupar sangre del hombre y de los animales sólo con posarse sobre sus víctimas, y se les nota a simple vista muy atemorizados y seriamente alarmados cuando sienten durante la noche los que ellos llaman su grito.

De acuerdo al abate Juan Ignacio Molina, el Piguchén es: 

un quadrupedo alado, ó especie de gran murciélago, que á existir en la realidad, formaría uno de los eslabones ú anillos que unen los páxaros á los quadrúpedos. Este animal, que según dicen, es de megnitud y figura del conejo casero, está cubierto de un pelo fino de color canela: tiene el hocico aguzado: los ojos grandes, redondos y resplandecientes: las orejas casi invisibles: las alas membranosas: las patas cortas, y semejantes á las del lagarto: la cola redonda por el nacimiento, y después ancha á modo de la de los peces: silva como las culebras, y vuela como las perdices: habita en los huecos de los árboles, de donde sale únicamente durante la noche, y no hace mal á nadie sino es á los insectos, que le sirven de pasto.

### Protección
Se dice que la gente y cuadrúpedos solo quedarían a salvo si se trasladan a otros lugares, o al quedar interponiéndose entre ellos y esta criatura tipo vampiro, un río o un estero. Pero si por diversos motivos no se puede abandonar el lugar donde estaría alimentándose esta criatura, sólo se puede combatir a este mal mediante la intervención de una Machi que conozca la ceremonia mágica para ahuyentarlo del lugar. Igualmente se dice que para matarlo, se puede cubrir con una tela fuerte, el árbol en que está escondido, para que así no pueda huir esta criatura, y en seguida se debería prender fuego al árbol.